# Andrew D’Angelo
Andrew D’Angelo  (* 2. November 1965 in Greeley (Colorado)) ist ein US-amerikanischer Jazz-Musiker (Bassklarinette, Altsaxophon, Baritonsaxophon).

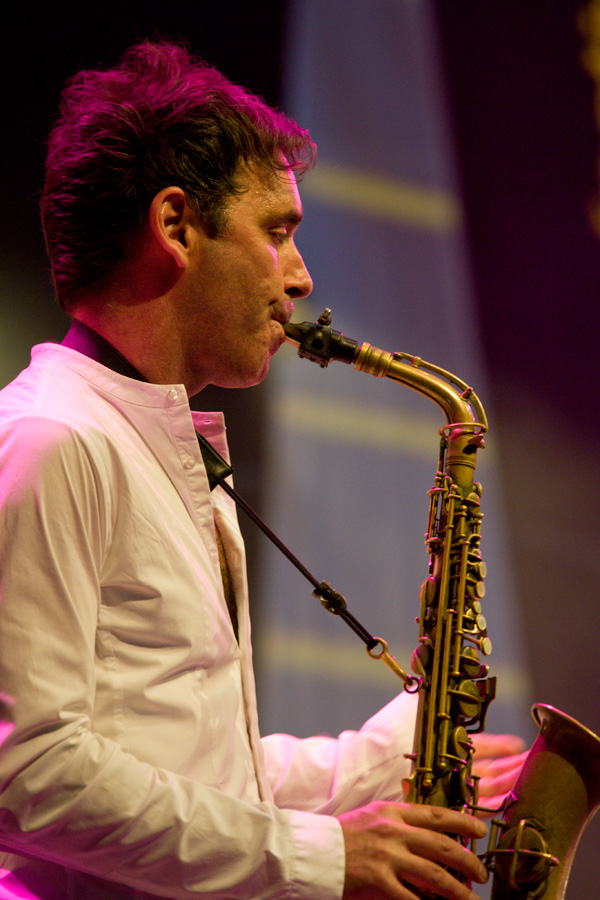
Andrew N D’Angelo, Moers Festival 2012

## Leben und Wirken
D’Angelo wuchs in Seattle auf; dort lernte er Chris Speed und Jim Black kennen,  bevor er 1985 nach New York City zog. Er arbeitete dann erneut mit Chris Speed in Boston, wo beide mit dem Gitarristen Kurt Rosenwinkel die Formation Human Feel gründeten, die sich dann um Black erweiterte; außerdem spielte er zwischen 1986 und 2014 im Either/Orchestra. Mit Speed und Rosenwinkel zog er Anfang der 1990er Jahre nach Brooklyn, wo sie Mitglieder der damaligen Downtown-Musikszene wurden. D’Angelo arbeitete außerdem in den Bands von Erik Friedlander, Bobby Previte, Jamie Saft/Cuong Vu, Reid Anderson, Ed Schuller, in der Formation Orange Then Blue und begann eine langjährige Zusammenarbeit mit dem Schlagzeuger Matt Wilson.

Als Komponist schrieb D’Angelo für Big Bands, Kammermusik, Streicher-Ensembles und Solisten. D’Angelo hat mit seinem Trio Morthana drei Alben aufgenommen; im Januar 2008 entstand das Album Skadra Degis (Skirl Records), auf dem er im Trio mit Jim Black und Trevor Dunn spielt.
In seiner Formation Make Music spielt er mit dem Posaunisten Josh Roseman und dem Tenorsaxophonisten Bill McHenry. Im Trio tritt er aktuell (2019) mit Carmen Rothwell und Allan Mednard auf.

## Diskographische Hinweise
- Erik Friedlander: The Watchman (Tzadik, 1994)
- Bobby Previte: Too Close to the Pole (Enja, 1996)
- Ed Schuller: The Force (Tutu, 1994)
- Matt Wilson: Going Once, Going Twice (Palmetto, 1998), Smile (Palmetto, 1999); Humidity (Palmetto, 2003)
- Andrew D’Angelo: Morthana with Pride (Doubtmusic, 2004)
- The Bureau of Atomic Tourism Spinning Jenny (Rat 2014, mit Nate Wooley, Jozef Dumoulin, Marc Ducret, Jasper Stadhouders, Teun Verbruggen)
- Human Feel: Gold (Intakt Records, 2019)